# Füzérradvány
Füzérradvány é um município da Hungria, situado no condado de Borsod-Abaúj-Zemplén. Tem 9,81 km² de área e sua população em 2015 foi estimada em 284 habitantes.